# Adilette
Adilette es el nombre utilizado por la marca Adidas para sus modelos de sandalias deportivas. Del modelo primigenio, se han derivado muchos más, de características similares, cuyo nombre aparece siempre acompañando al de Adilette.

## Descripción

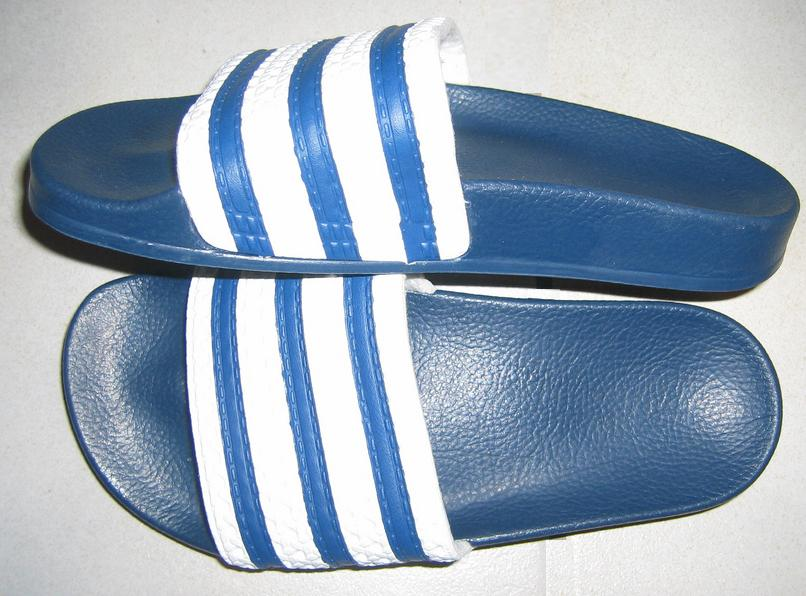
Un par del modelo original de Adilette.

El modelo original, creado en 1972, constaba de una suela de poliuretano con un empeine fijo pegado en los laterales de la suela que dejaba los dedos de los pies al descubierto, decorado con las tres franjas típicas de la marca cosidas sobre el empeine. Las primeras y más clásicas, disponían de suela ortopédica, con pequeñas estrías, en color azul marino, con el empeine combinado en siete franjas blancas y azules alternativamente.
Con posterioridad, se han ido utilizando multitud de colores (azul celeste, azul marino, negro, rojo, verde, amarillo, gris, burdeos, marrón, violeta, dorado, plata...) tanto para las franjas como para las suelas, en algunos modelos se ha prescindido de las franjas en el empeine, incluyendo el emblema de tres hojas en el empeine (modelo Trefoil) o combinando con el nombre de la marca; incluso con un empeine seccionado en dos partes que se adhieren mediante velcro.
Es muy característica la suela inferior reticulada de estructura romboidal. Otro modelo muy vistoso es el que posee pequeñas puntas romas de silicona que conforman la suela igualmente ortopédica, que proporcionan un agradable micromasaje en la planta del pie; ha derivado en dos modelos de nombre Adissage y Santiossage. Otro modelo derivado de las Adilette, el Woodilette, sigue el mismo esquema en cuanto a suela y empeine, aunque con la variante de contar con dos finas láminas de madera en la suela interior, proporcionando también una agradable y fresca sensación al andar.
El modelo Duramo, muy extendido en los últimos años, consta de la misma estética y suela ortopédica con estrías longitudinales, pero fabricadas en una sola pieza de látex. Una de las últimas incorporaciones al modelo Adilette han sido Cloudfoam y Aqua, que si bien es un modelo evolucionado de Adilette, siguiendo la típica configuración de franjas en diversos colores, cuenta con una suela ortopédica más blanda y de una sola pieza (englobando el empeine, de goma EVA), que la suela original del modelo.

## Usos y curiosidades

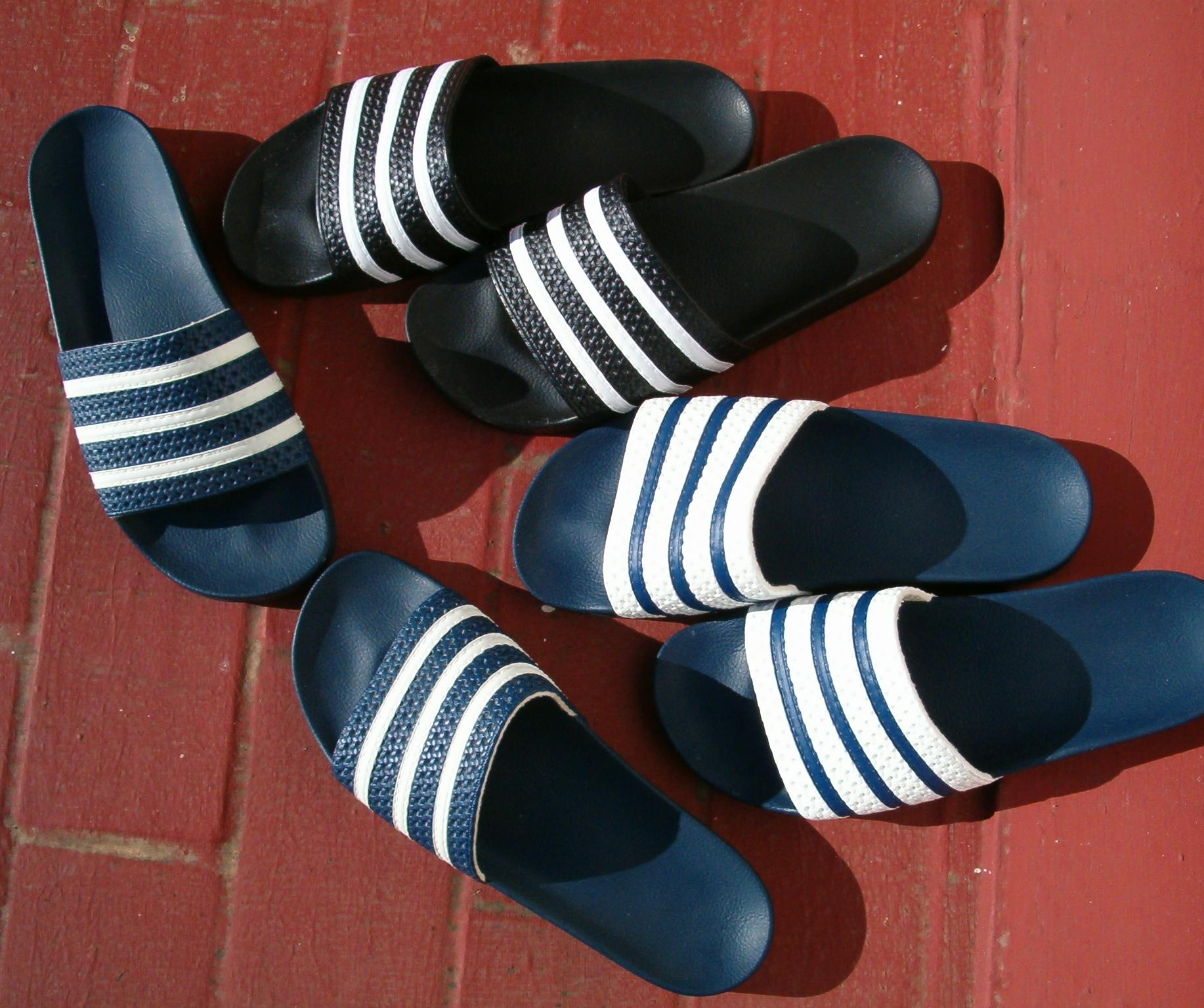
Tres ejemplos de los modelos más populares de Adilette.

Son usadas indistintamente por ambos sexos, aunque los modelos femeninos tienen mayor diversidad de color que los masculinos; principalmente se utilizan en verano, bien en gimnasios y en deportes acuáticos, aunque no son pocos quienes las utilizan a diario para estar por casa, o incluso para vestir. Su diseño se ha mantenido prácticamente inalterable en sus 49 años de historia. En España nunca han sido excesivamente populares (si bien lo fueron particularmente en los años 80), al contrario que en Alemania, Suiza y Austria (donde precisamente "Adiletten" es popularmente sinónimo de chanclas, independientemente de la marca), países nórdicos, Estados Unidos y Gran Bretaña. Numerosos viajeros estivales las utilizan tanto para hacer turismo como en las playas españolas.
Precisamente su popularidad motivó un gran número de imitaciones (algunas escandalosamente idénticas, que salían de factorías alicantinas); podían comprarse en zapaterías o hipermercados a un precio sensiblemente más económico, con una calidad generalmente inferior a la de las chanclas originales, pero de gran parecido. Incluso diversas marcas deportivas de renombre han copiado su estilo y formas.
Este modelo tan particular de zapatillas cuenta incluso con incondicionales fanáticos, mayormente masculinos, al ser un complemento de gran comodidad (de contenido incluso sensual para algunos) íntimamente ligado al deporte, el ocio y el culto al cuerpo. Por ello, no es casual que sea uno de los modelos más conocidos de Adidas y al mismo tiempo de los más vendidos por la marca; lo que hace de este modelo todo un clásico en el mundo de las chanclas.